# Góra Orla (Gdańsk)
Góra Orla – wzniesienie w Gdańsku, na Wyspie Sobieszewskiej, o wysokości 32 m n.p.m.
Nadmorskie wzniesienie w postaci wydmy szarej. Bierze swoją nazwę od Orla – położonego nieopodal osiedla Wyspy Sobieszewskiej. Jest najwyższym wzniesieniem na wyspie oraz najwyższą wydmą w Gdańsku. Przez wzniesienie przebiega Szlak Wyspy Sobieszewskiej, oznaczony kolorem zielonym.